# 기관지염
기관지염(氣管支炎, 영어: bronchitis)은 폐의 기관지에 생기는 염증이다. 증상으로는 가래, 천명, 호흡 곤란, 가슴의 불편함 등이 있다. 기관지염은 급성 및 만성 두 종류로 분류된다. 급성 기관지염은 기침 감기로도 알려져 있다.
급성 기관지염은 보통 3주 정도 지속적으로 기침을 한다. 원인의 90 % 이상이 바이러스 감염이다. 이 바이러스는 기침을 통해, 혹은 직접적인 접촉을 통해 공중에 퍼질 수 있다. 흡연, 먼지 및 기타 대기 오염에 대한 노출이 위험 요인이다. 폐렴미코플라스마(학명: Mycoplasma pneumoniae) 나 백일해균(학명: Bordetella pertussis)과 같은 박테리아나 고농도의 대기 오염에 의한 경우도 소량 존재한다.급성 기관지염의 치료에는 일반적으로 휴식, 아세트아미노펜, NSAIDs가 발열 해소에 도움이 된다.
만성 기관지염은 적어도 2년 동안, 1년에 3개월 이상 지속되는 습성해소로 정의된다. 만성 기관지염을 앓고 있는 대부분의 사람들은 만성 폐쇄성 폐질환(COPD)을 앓고 있다. 흡연이 가장 일반적인 원인이다. 대기 오염이나 유전 등 다른 많은 요인들은 큰 영향을 주지 않는다. 금연, 예방 접종, 재활, 기관지 확장제 흡입과 스테로이드로 치료할 수 있다. 몇몇 사람들은 장기간의 산소 요법이나 폐 이식을 해야 한다.
급성 기관지염은 가장 흔한 질병 중 하나이다. 매년, 성인의 약 5 %가 영향을 받고 약 6 %의 어린이가 적어도 한 번은 걸리게 된다. 2010년에 COPD는 전세계 인구의 3억 2천 9백만 명(약 5 %)에 영향을 미쳤다. 2013년에는 290만 명이 사망하여 240만 명이 사망한 1990년보다 증가했다.

## 급성 기관지염

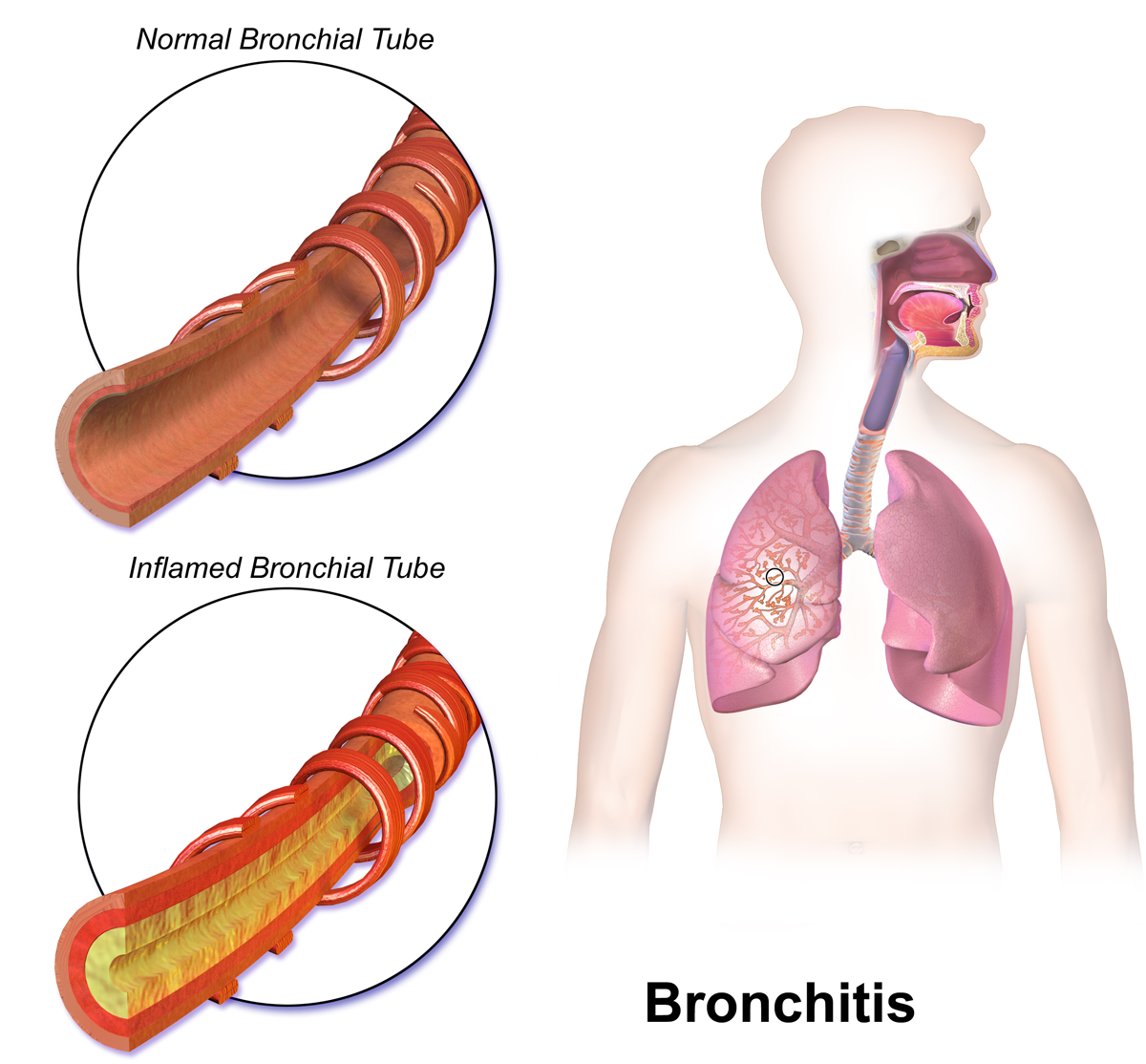
좌상: 정상적인 기관지. 좌하: 기관지염에 걸린 기관지.

흉부 감기로 알려진 급성 기관지염은 기관지의 단기적인 염증이다. 가장 흔한 증상은 기침이다. 다른 증상으로는 가래, 천명, 호흡 곤란, 열, 가슴 불편 등이 있다. 감염은 최대 10 일 정도 지속될 수 있다. 기침은 일반적으로 3주 정도 증상이 지속된다. 일부 환자는 6 주 동안 증상을 나타내기도 한다.

### 원인
90% 이상의 원인이 바이러스 감염이다. 이 바이러스는 기침이나 직접적인 접촉을 통해 공기 중에 퍼질 수 있다.  위험 요인으로는 흡연, 먼지 및 기타 대기 오염에 대한 노출이 포함된다. 폐렴미코플라스마나 백일해균과 같은 박테리아나 고농도의 대기 오염에 의한 경우도 소량 존재한다.

### 진단
진단은 전형적인 징후와 증상에 근거한다. 가래의 색깔은 감염이 바이러스성인지 세균성인지 여부를 나타내지 않는다. 어떤 유기체에 의한 질병인지를 결정하는 것은 일반적으로 필요하지 않다. 유사한 증상의 다른 원인으로는 천식, 폐렴, 세기관지염, 기관지 확장증, COPD가 있다. 흉부 X레이는 폐렴을 발견하는데 유용할 수 있다.

### 치료
흡연을 피하고 다른 폐 자극제를 피하는 것이 예방의 방법이다. 손을 자주 씻는 것을 통해서도 예방할 수 있다. 급성 기관지염의 치료에는 일반적으로 휴식, 아세트아미노펜 및 NSAIDs가 발열에 도움이 된다.[7] 기침약은 그 사용을 추천하지 않으며 6 세 미만의 어린이에게는 더더욱 권장되지 않는다. 천명을 가진 사람들에게 살부타몰이 유용할 수 있다는 가설이 있으나 긴장과 떨림을 초래할 수 있다. 항생제는 일반적으로 사용하면 안된다. 급성 기관지염이 백일해균으로 인한 경우는 예외이다.  꿀과 펠라르고늄이 증상에 도움이 된다는 잠정적인 근거가 있다. 충분한 휴식과 수분 섭취가 또한 필요하다.

### 고체역학
급성 기관지염은 가장 흔한 질병 중 하나이다. 성인의 약 5 %가 영향을 받고 약 6 %의 어린이가 적어도 한 번은 걸리게 된다. 겨울에 더 자주 발생한다. 미국에서 1 천만 명 이상이 이 증상으로 병원을 찾는데, 그 중 약 70 %가 필요하지 않은 항생제를 복용한 상태였다. 급성 기관지염의 치료에서 항생제 사용을 줄이려고 노력을 기울이고 있다.

## 만성 기관지염
만성 기관지염은 2년이 넘도록 가래, 기침이 끊이지 않고, 매년 3개월 이상 지속되는 현상이다. 만성 기관지염을 앓고 있는 대부분의 사람들은 만성 폐쇄성 폐질환(COPD)을 앓고 있다. 만성 기관지염은 항생제로 해결되는 양성 기관지 폐포 세척액이 포함된 만성 기침으로 정의된다. 만성 기관지염의 증상에는 특히 운동 시의 천명음과 호흡 곤란, 낮은 산소 포화도가 있다. 기침은 각성 후 곧 더 자주 악화되고, 생성 된 가래는 황색 또는 녹색의 색을 띠고 피가 함께 나올 수 있다.

### 원인
만성 기관지염의 대부분의 경우는 흡연으로 인해 발생한다. 또한, 대기 오염이나 석탄 채굴, 곡물 처리, 직물 제조, 축산, 금속 주조 등의 직종에서 자극이 강한 먼지의 만성 흡입 등이 만성 기관지염의 위험 인자가 될 수 있다. 만성 기관지염은 폐렴구균, 헤모필루스 인플루엔자, 모락셀라 카타랄리스(학명: Moraxella catarrhalis)에 의해 주로 유발된다.

### 진단
기관지염과 같은 폐쇄성 폐질환 환자는 폐 기능 검사에서 FEV1과 FEV1 / FVC 비율이 감소 할 수 있다. 기관지염은 천식이나 폐기종과 같은 다른 일반적인 폐색성 질환과는 달리 잔존 용량이 높지 않다 (최대 호기 노력 후 폐에 남아있는 공기의 양).

### 치료
만성 기관지염에서 관찰되는 폐 기능의 감소는 금연으로 늦출 수 있다. 만성 기관지염은 증상에 따라 치료되며 비 약물적 방식 또는 약물 치료제로 치료할 수 있다. 기관지염을 포함한 COPD 관리에 대한 비약물적 접근 방법으로는 폐 재활, 폐 부피 감소 수술, 폐 이식 등이 있다. 호흡 상피의 염증과 부종은 흡입 된 코르티코 스테로이드에 의해 감소 될 수 있다. 천명음 및 호흡 곤란은 inhaled long acting β2-adrenergic receptor agonists (e.g., salmeterol)과 ipratropium bromide or tiotropium bromide와 같은 inhaled anticholinergics 등의 기관지 확장제를 통한 기관지 경련(평활근의 수축에 의한 작은 기관지의 가역적 수축)을 줄이는 것으로 치료할 수 있다. 점액분해제는 만성 기관지염의 급작스러운 악화에 작은 치료 효과를 가질 수 있다. 산소 보충은 저산소혈증 치료에 사용되며 만성 기관지염 환자에서 사망률을 감소시키는 것으로 나타났다. 산소 보충은 호흡 충동을 감소시켜 이산화탄소 (고칼슘혈증)의 혈액 수치를 증가시키고 호흡성 산증을 유발할 수 있다.

### 역학
만성 기관지염은 일반 인구 중 유병률이 3.4 ~ 22 %이다. 45 세 이상의 사람, 흡연자, 대기 오염이 심한 지역에 거주하는 사람과 천식이 있는 사람은 만성 기관지염에 걸릴 위험이 더 높다. 만성 기관지염을 징후와 증상으로 정의하거나 임상적 진단을 바탕으로 정의할 수 있기 때문에 이렇게 넓은 범위로 나타난다. 만성 기관지염은 여성보다 남성에 더 자주 영향을 준다. 만성 기관지염의 주요 위험 요소는 흡연이지만, 만성 기관지염 환자는 흡연자가 아닐 확률이 4 % -22 %이다. 이것은 연료나 분진 등의 흡입과 같은 다른 위험 요소를 암시 할 수 있다. 비만은 또한 만성 기관지염의 발병 위험도 증가와 관련이 있다. 2014년 미국에서 인구 10 만 명당 만성 기관지염의 사망률은 0.2 %이다.